# Triunia robusta
Triunia robusta är en tvåhjärtbladig växtart som först beskrevs av C. White, och fick sitt nu gällande namn av D.B. Foreman. Triunia robusta ingår i släktet Triunia och familjen Proteaceae. Inga underarter finns listade i Catalogue of Life.